# Faluca

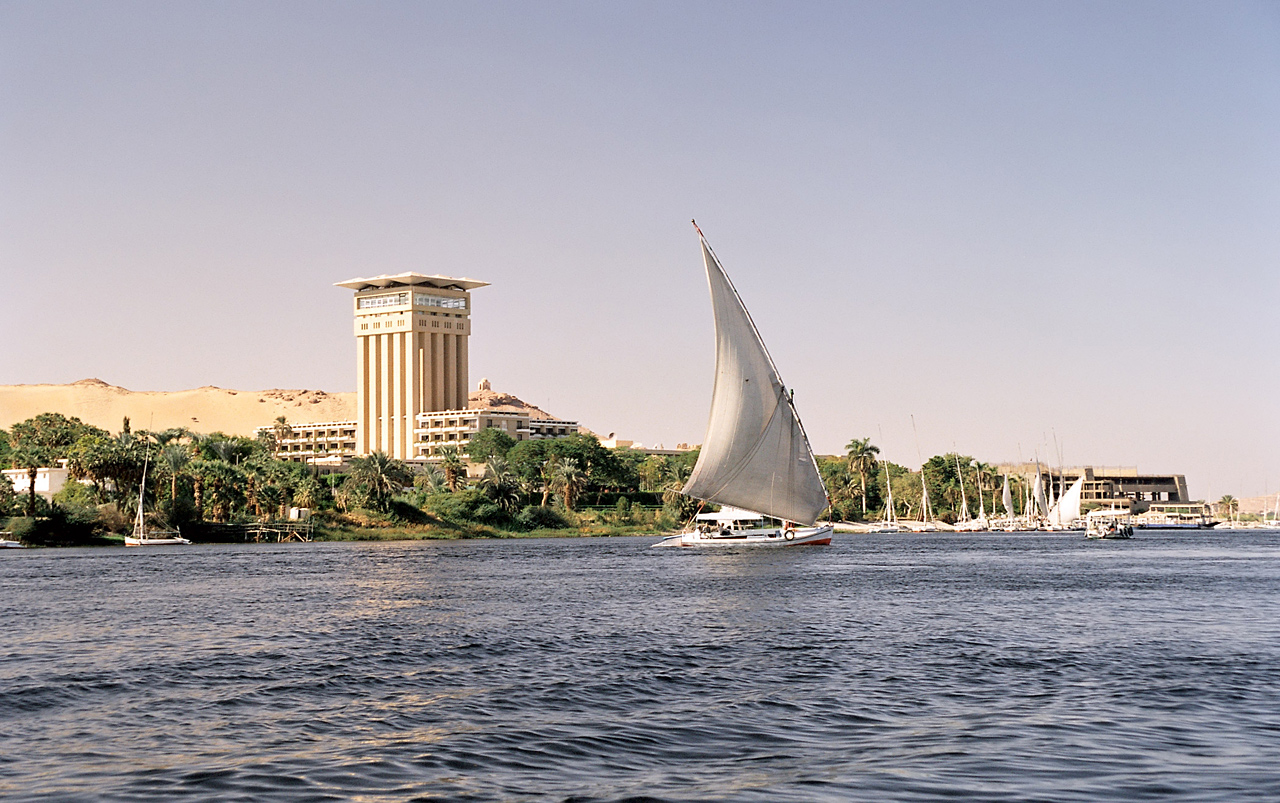
Faluca solcant el Nil prop de l'illa Elefantina d'Assuan, Egipte.

La faluca (de l'àrab فلوكة, faluka) és una barca de pescadors utilitzada principalment al riu Nil, amb una vela gran que és moguda amb habilitat pel patró, que aconsegueix dirigir-la cap on vol només aprofitant una mica de vent. En general, poden portar una dotzena de passatgers, més un parell de persones com a tripulació. Pot tenir una o dues veles místiques (trapezoïdals, gairebé triangulars), i un o dos pals lleugerament inclinats cap a la proa.

## Història

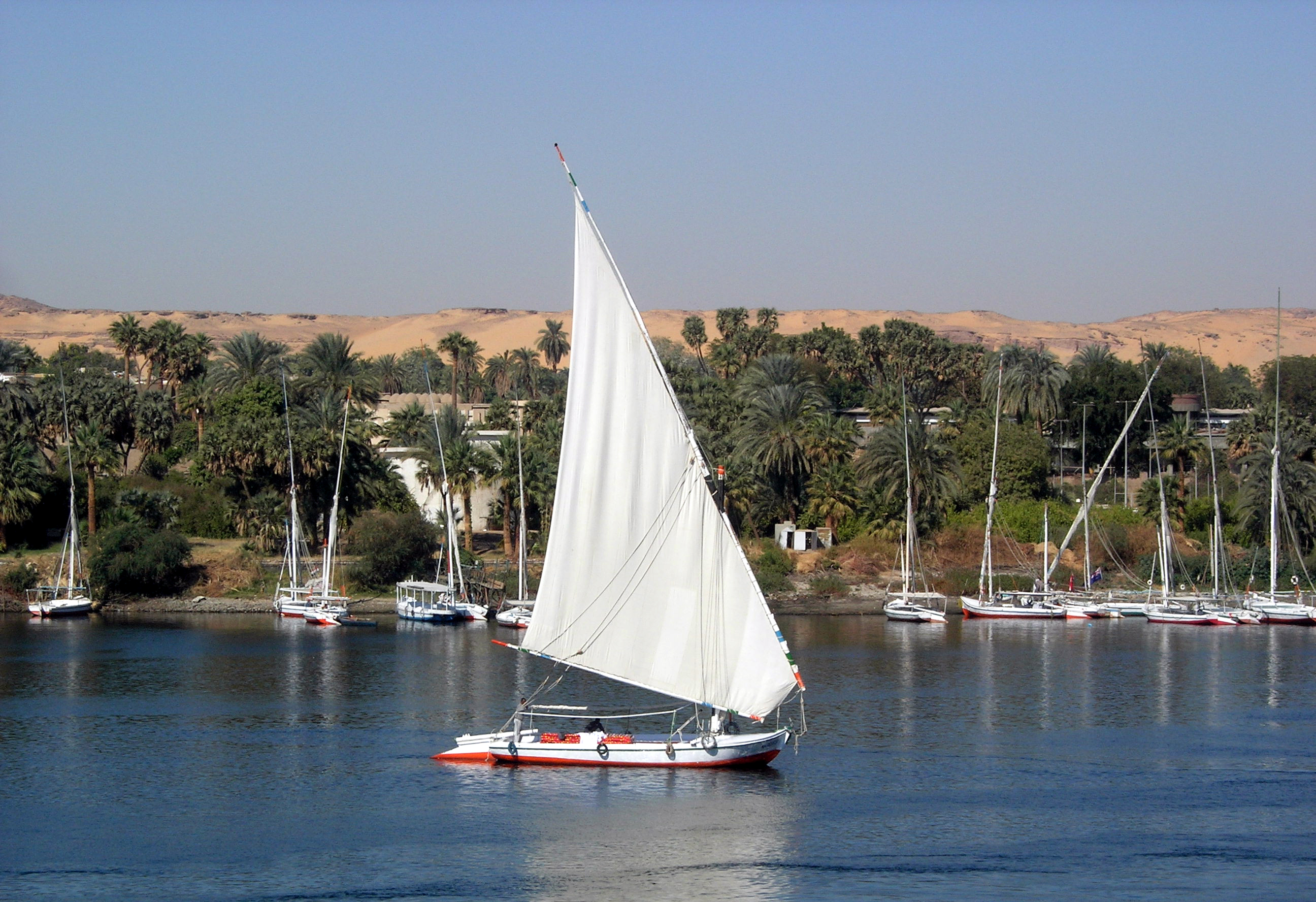
Faluca solcant el Nil, Egipte.

La paraula deriva de l'àrab فلوکه' faluka (petit vaixell'), que al seu torn prové del terme grec ἐφόλκιον efólkion (barca).
El seu ús es va generalitzar en moltes regions del Pròxim Orient i Àfrica del Nord. Per la seva naturalesa són especialment adequades per a la navegació de cabotatge (prop de la costa) o rius de l'interior i, de fet, s'han utilitzat faluques profusament al mar Roig i al riu Nil.
Actualment han quedat obsoletes i, amb finalitats comercials, solen ser substituïdes per les més modernes llanxes de motor, però encara se segueixen utilitzant en algunes circumstàncies, per exemple, per al seu ús turístic a Egipte en llocs com Assuan i Luxor.
Aquest tipus de vaixell també ha estat utilitzat tradicionalment a Sicília, fins i tot actualment, per a la pesca del peix espasa a l'estret de Messina.

## Galeria

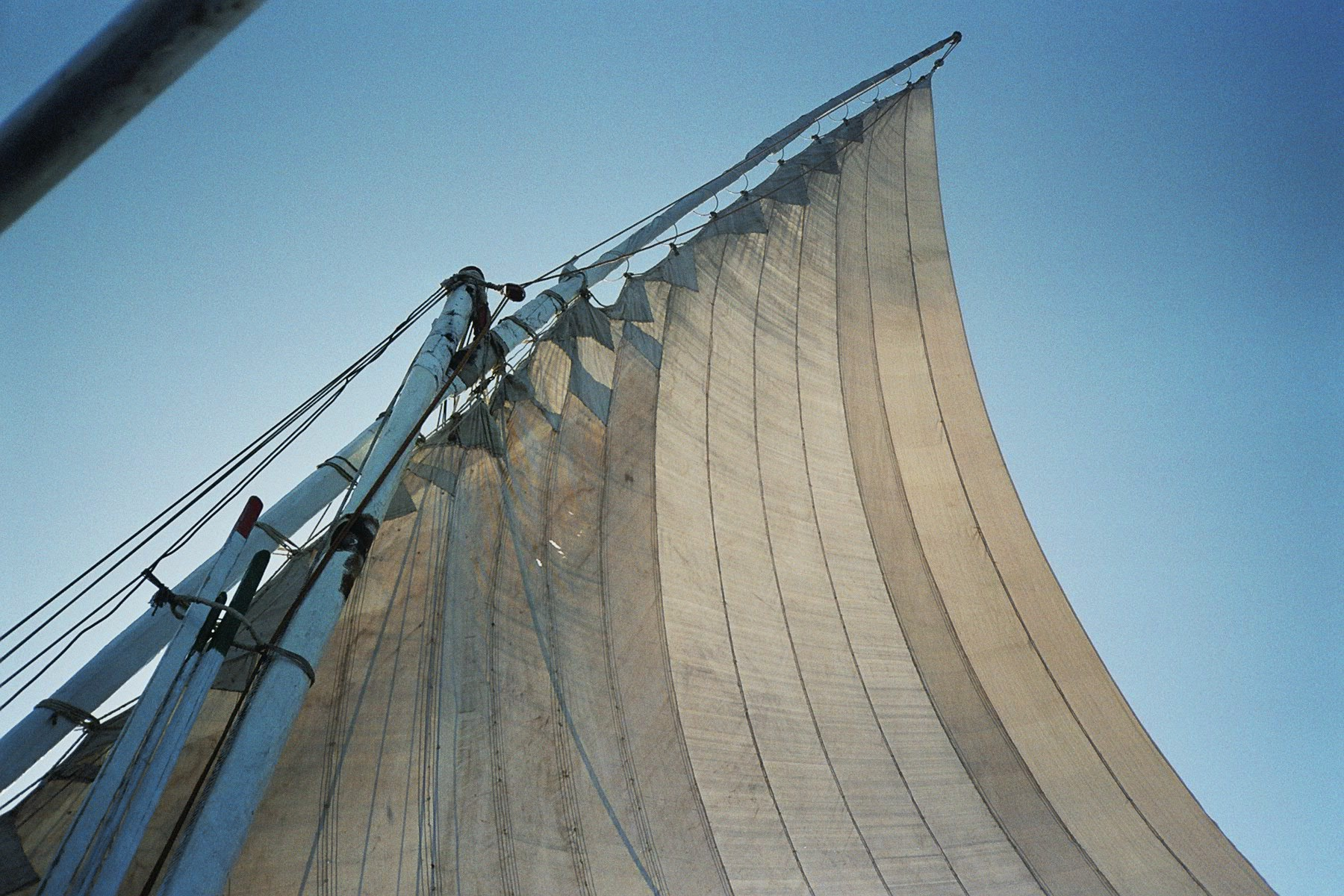
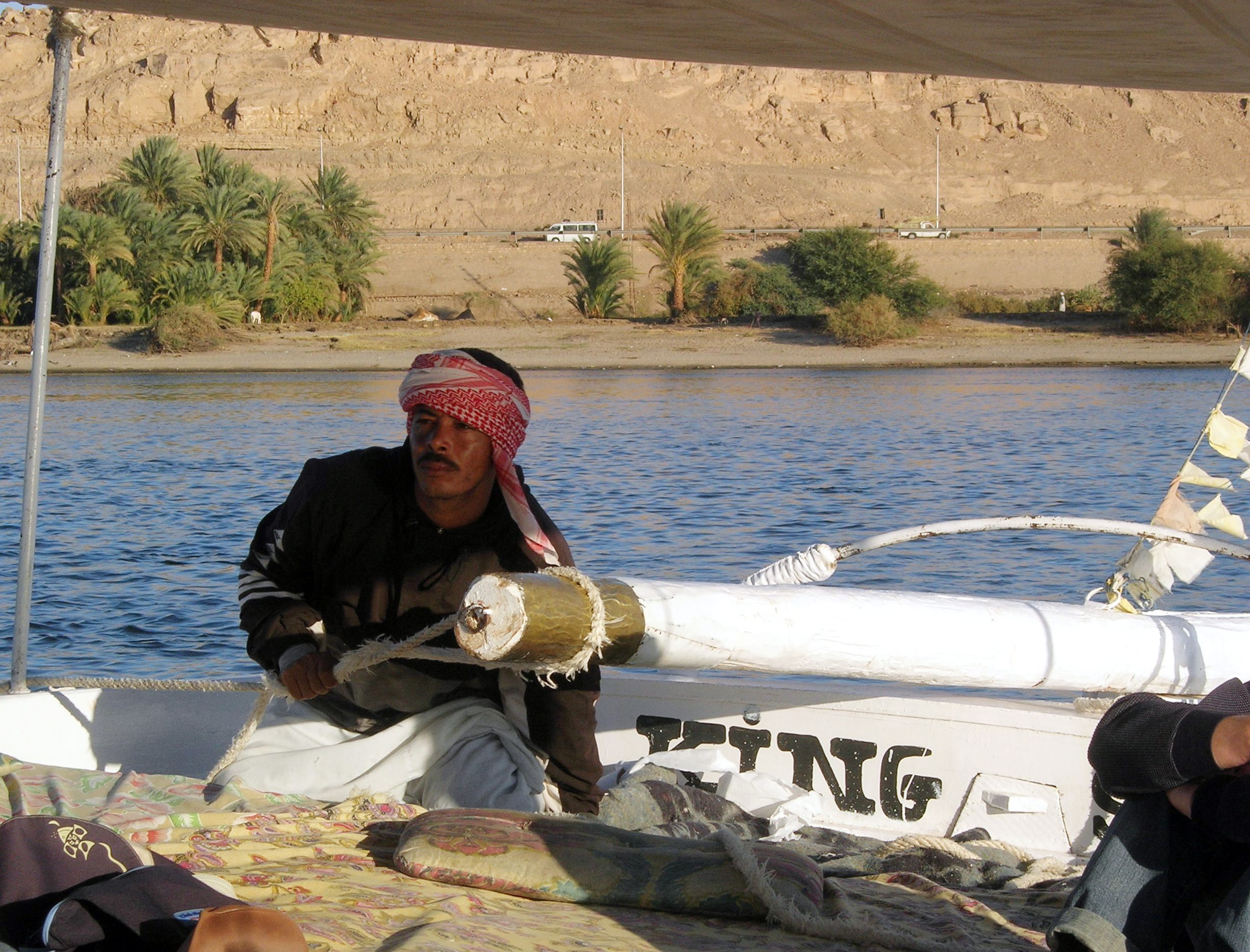
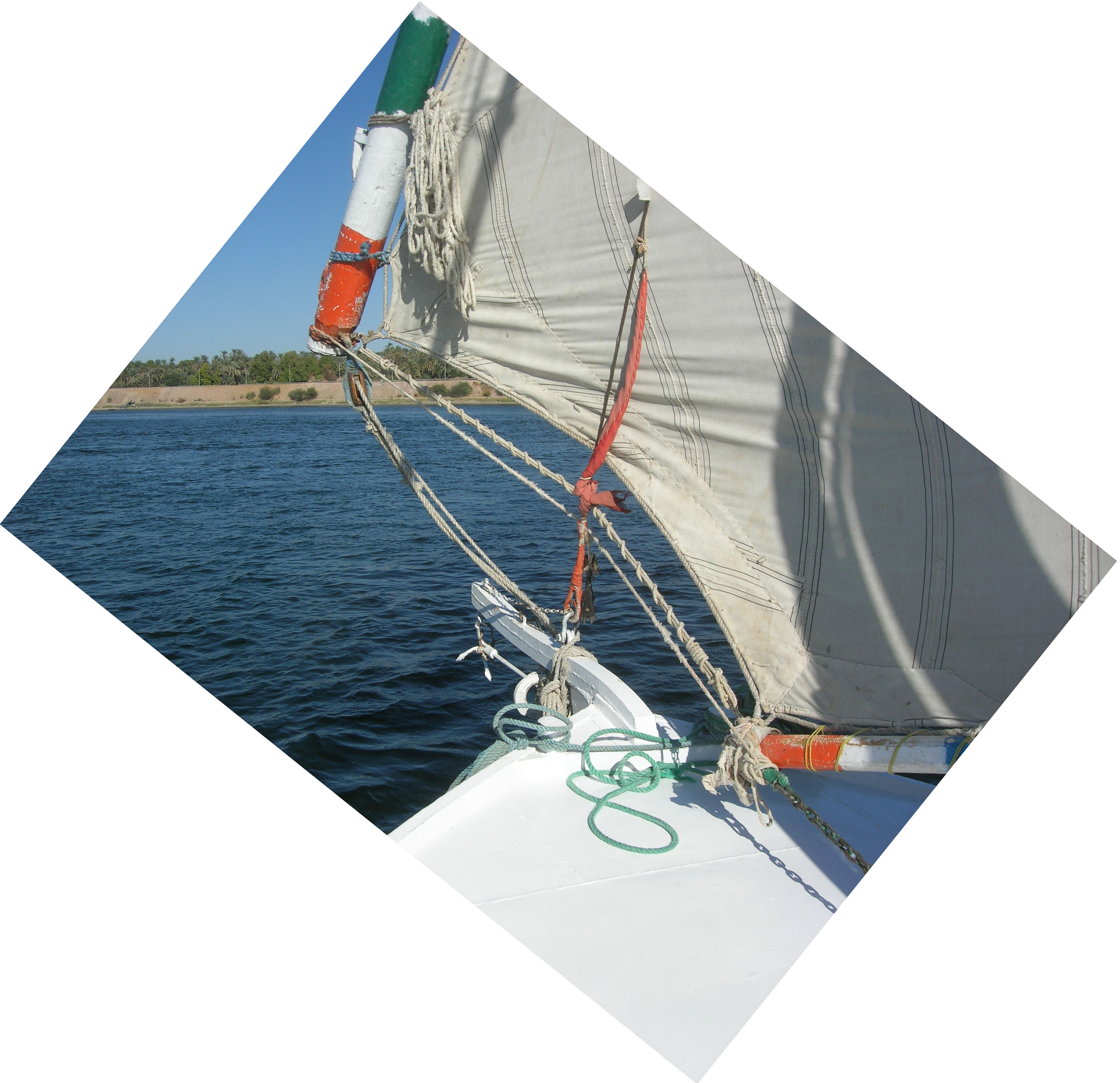
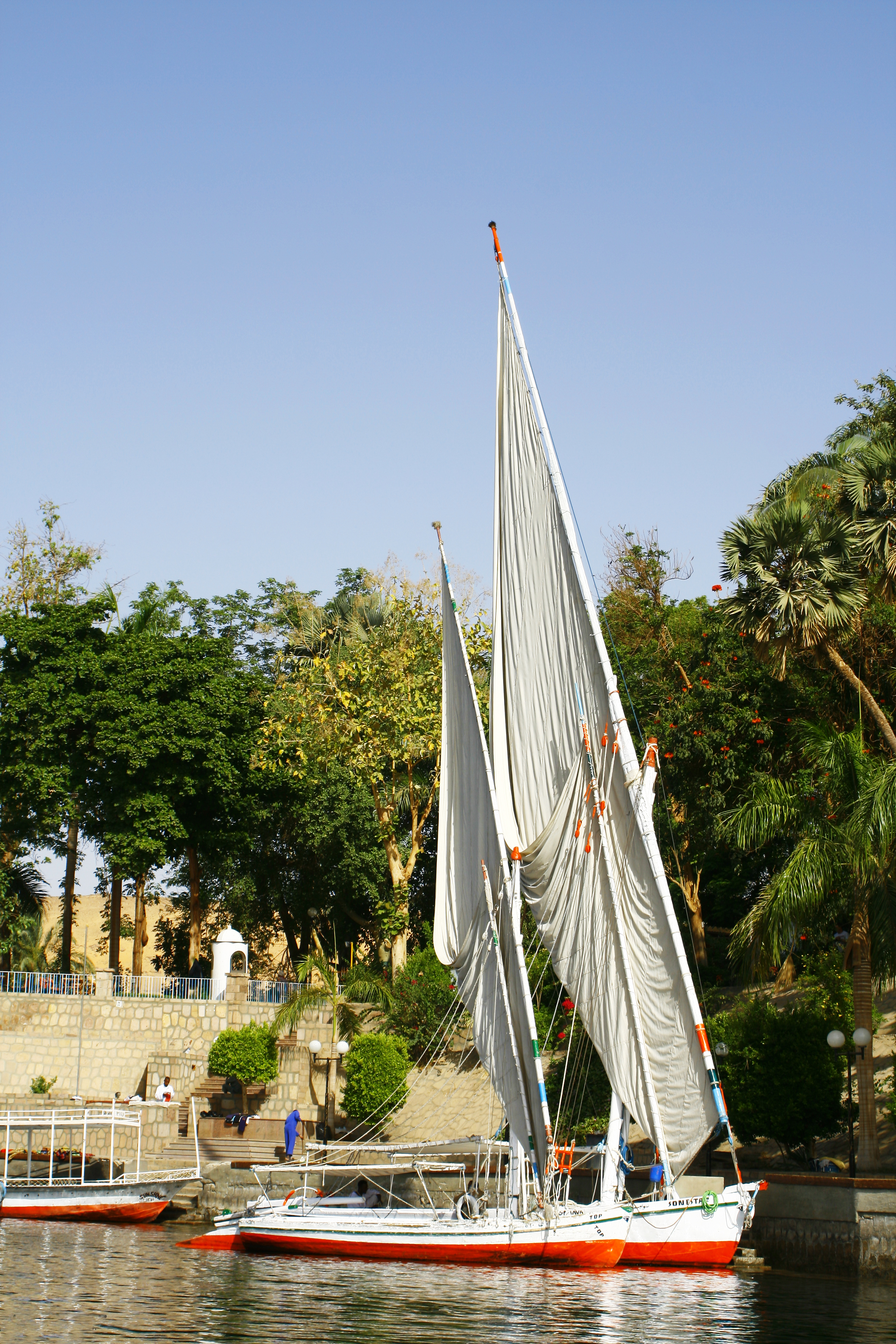
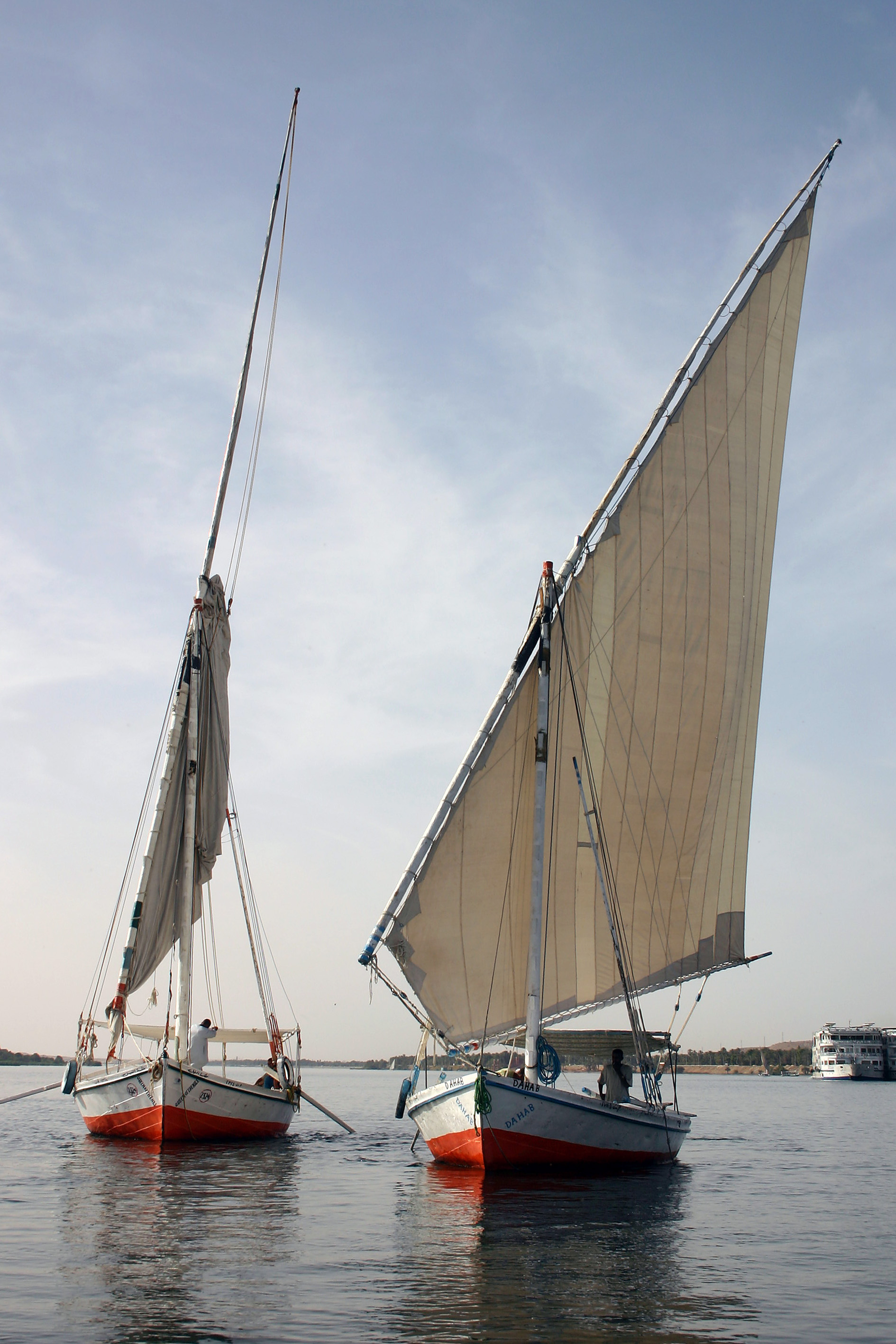
Faluca a Assuan